# Hedensted
Hedensted är en ort i Jylland i Danmark, omkring 10 kilometer nordost om Vejle. Orten har 11 789 invånare (2017) och är huvudort i Hedensteds kommun i Region Mittjylland.
Hedensted har ett dynamiskt näringsliv med en mängd små och medelstora industrier och har hög befolkningstillväxt. Hedensteds kyrka från omkring 1175 är känd för sina kalkmålningar. Vid de flesta val har Hedensted varit högborg för Danmarks kristna partier.